# Blanco navajo
Blanco navajo (del inglés Navajo white) es un color beige claro usado predominantemente en la pintura de paredes de viviendas, tanto exteriores como interiores. Fue muy popular en Estados Unidos en la década de 1980.

## Historia y usos
Hacia 1960, un constructor de la localidad de Phoenix (Arizona) solicitó a la empresa Dunn–Edwards Paints la creación de una pintura de color blancuzco. Aquella desarrolló un color claro, que incorporaba pequeñas cantidades de red oxide (pardo rojizo fuerte o pardo fuerte), yellow oxide (amarillo naranja moderadamente saturado) y negro bujía, bautizando a esta nueva coloración como Navajo white debido a la procedencia del cliente, ya que Arizona es uno de los estados donde se distribuye la nación navajo.
Este color se volvió extremadamente popular durante los años 1980 debido a que combinaba bien con la decoración interior de las viviendas y a que disimulaba fácilmente las manchas e imperfecciones de las paredes, tanto por su tono relativamente oscuro en comparación con el blanco puro, como por sus propiedades cubritivas.
En la década de 1990, sin embargo, el blanco navajo comenzó a ser desplazado por tonalidades blancuzcas más claras, a pesar de lo cual aún puede encontrárselo en catálogos de pinturas.

### Color web
Los colores HTML establecidos por protocolos informáticos para su uso en páginas web incluyen el «blanco navajo» desde 1989 y se muestra bajo estas líneas. En programación puede invocárselo con el nombre NavajoWhite.
|           | Navajo white       |
| HTML      | #FFDEAD            |
| RGB       | (255, 222, 173)    |
| HSV       | (36°, 32 %, 100 %) |
| Protocolo | Colores web (X11)  |